# Єпархія святого Миколая в Руському Крстурі

Єпархія святого Миколая в Руському Крстурі — єпархія Греко-католицької церкви Хорватії та Сербії заснована у 2003 році як Апостольський екзархат Сербії і Чорногорії, а у 2013 році перейменована на Апостольський екзархат Сербії. Екзархат до статусу єпархії був піднесений папою Франциском 6 грудня 2018 року. Правлячий єпископ Юрій Джуджар.

## Історія

### Апостольський екзархат Сербії і Чорногорії
До розпаду Югославії всі греко-католики цієї країни відносилися до Крижевецької єпархії, яка складала Хорватську греко-католицьку церкву. Після появи нових незалежних держав на місці колишньої Югославії була проведена реорганізація церковної структури. У 2001 році відтворена окрема помісна Македонська греко-католицька церква, а 28 серпня 2003 року папа Іван-Павло II оголосив про виділення з Крижевецької єпархії Апостольського екзархату Сербії і Чорногорії. Екзархат, однак, залишався асоційованим з Крижевецькою єпархією і не був окремою помісною церквою.

### Апостольський екзархат Сербії
19 січня 2013 року декретом «Attenta norma» Конгрегації Східних Церков юрисдикція екзарха була обмежена лише до вірних, що проживають в Сербії, натомість вірні візантійського обряду в Чорногорії були підпорядковані місцевим єпископам латинського обряду. Тоді екзархат був перейменований на Апостольський екзархат Сербії.

### Єпархія святого Миколая в Руському Крстурі
6 грудня 2018 року папа Франциск надав дотеперішньому екзархату статус єпархії. Першим єпископом «Єпархії святого Миколая з осідком в Руському Крстурі» Святіший Отець призначив дотеперішнього екзарха владику Юрія Джуджара.

## Сучасний стан
Центр єпархії розташований в селищі Руський Крстур у Воєводині, який є культурним центром русинів у Воєводині. Кафедральний собор — собор Святого Миколая у Руському Крстурі. Велику частину парафіян єпархії складають етнічні русини та українці, що проживають у Воєводині. Єпархія тісно співпрацює з українським посольством у Республіці Сербія. З моменту цієї створення церковної структури, її очолює єпископ Юрій Джуджар.
Згідно зі статистикою Католицької церкви у 2017 році число парафіян екзархату становило близько 22 тисяч осіб. Екзархат нараховував 19 священиків і 21 парафію.

## Галерея
Греко-католицькі церкви у Воєводині:

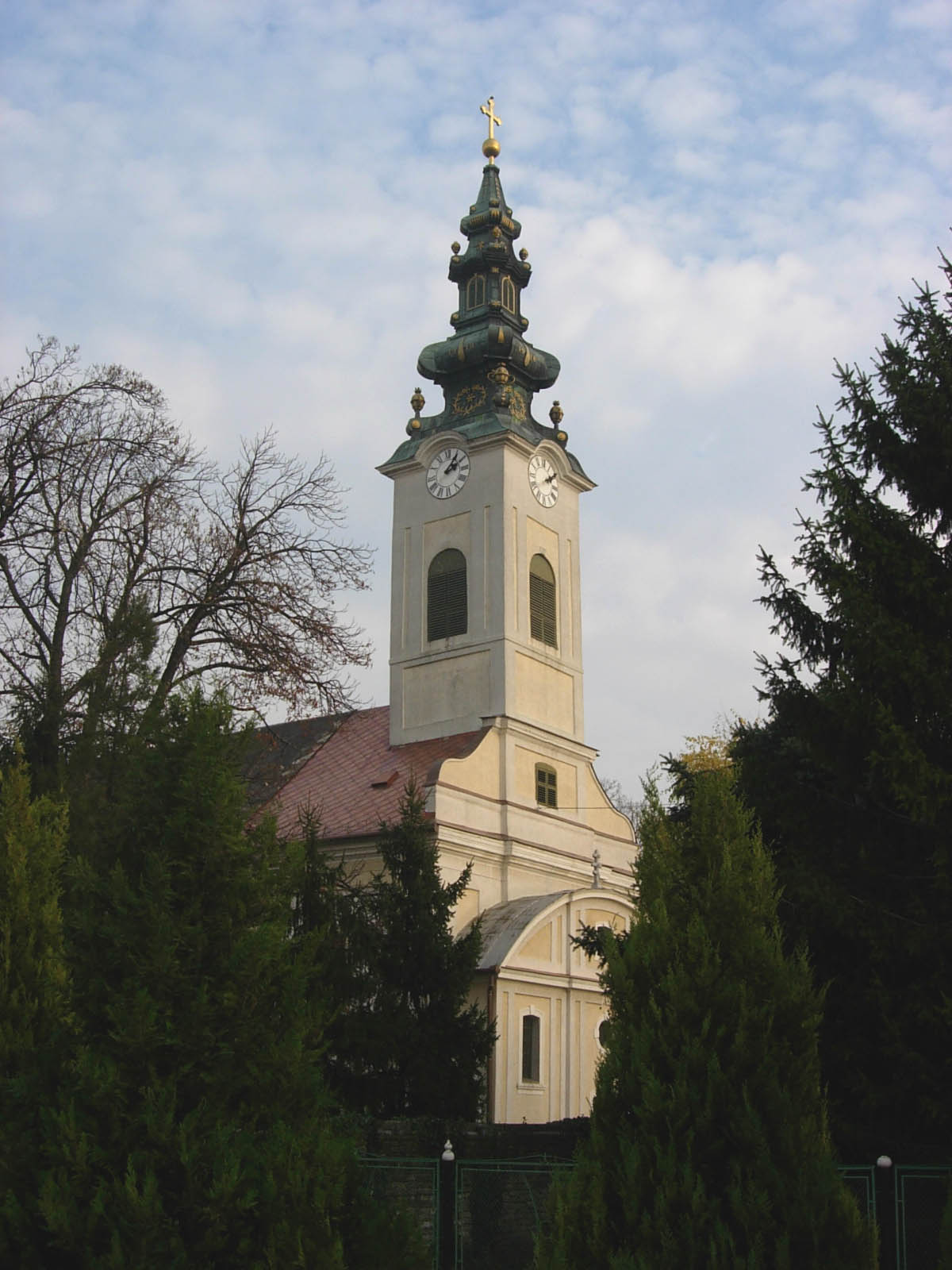
Церква Святого Миколая (Руський Керестур)
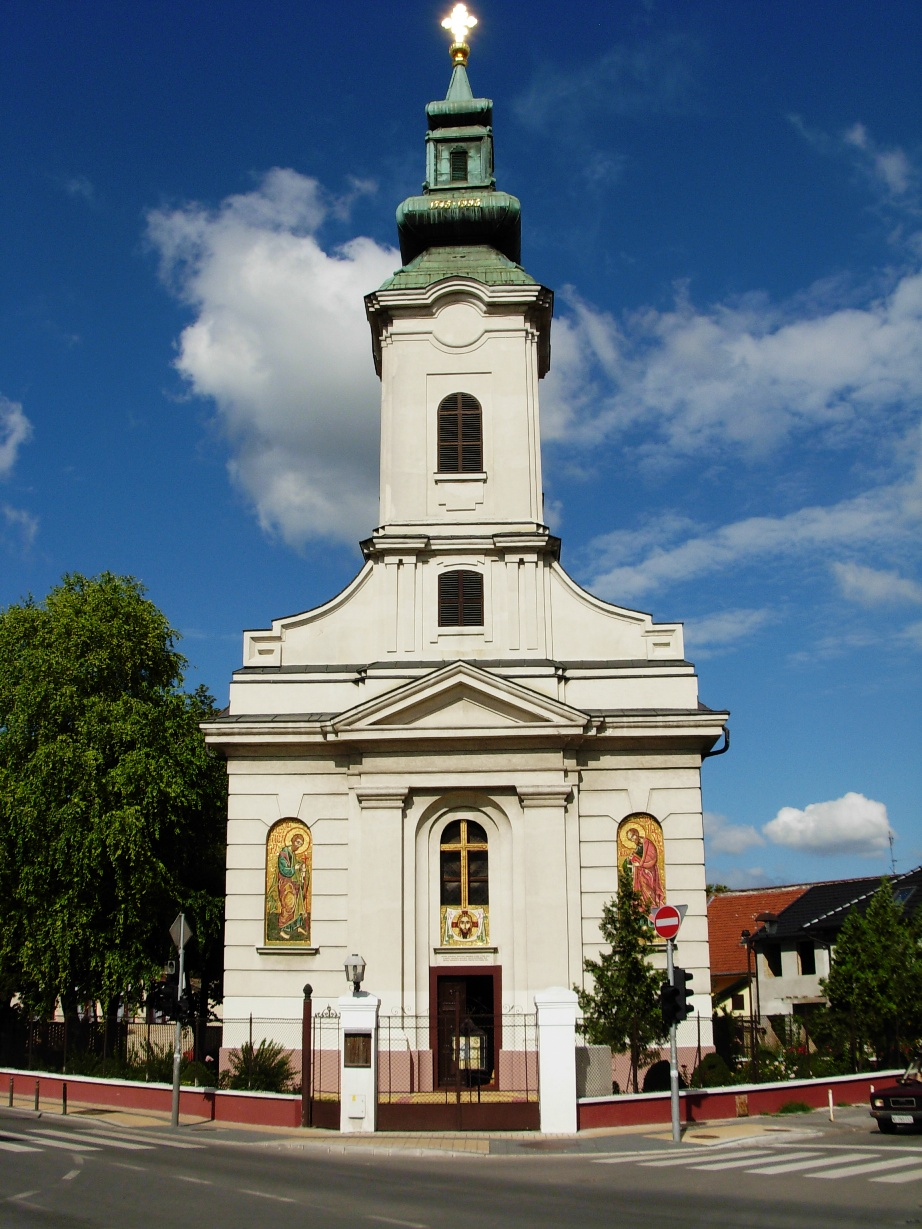
Церква Святих апостолів Петра і Павла (Новий Сад)
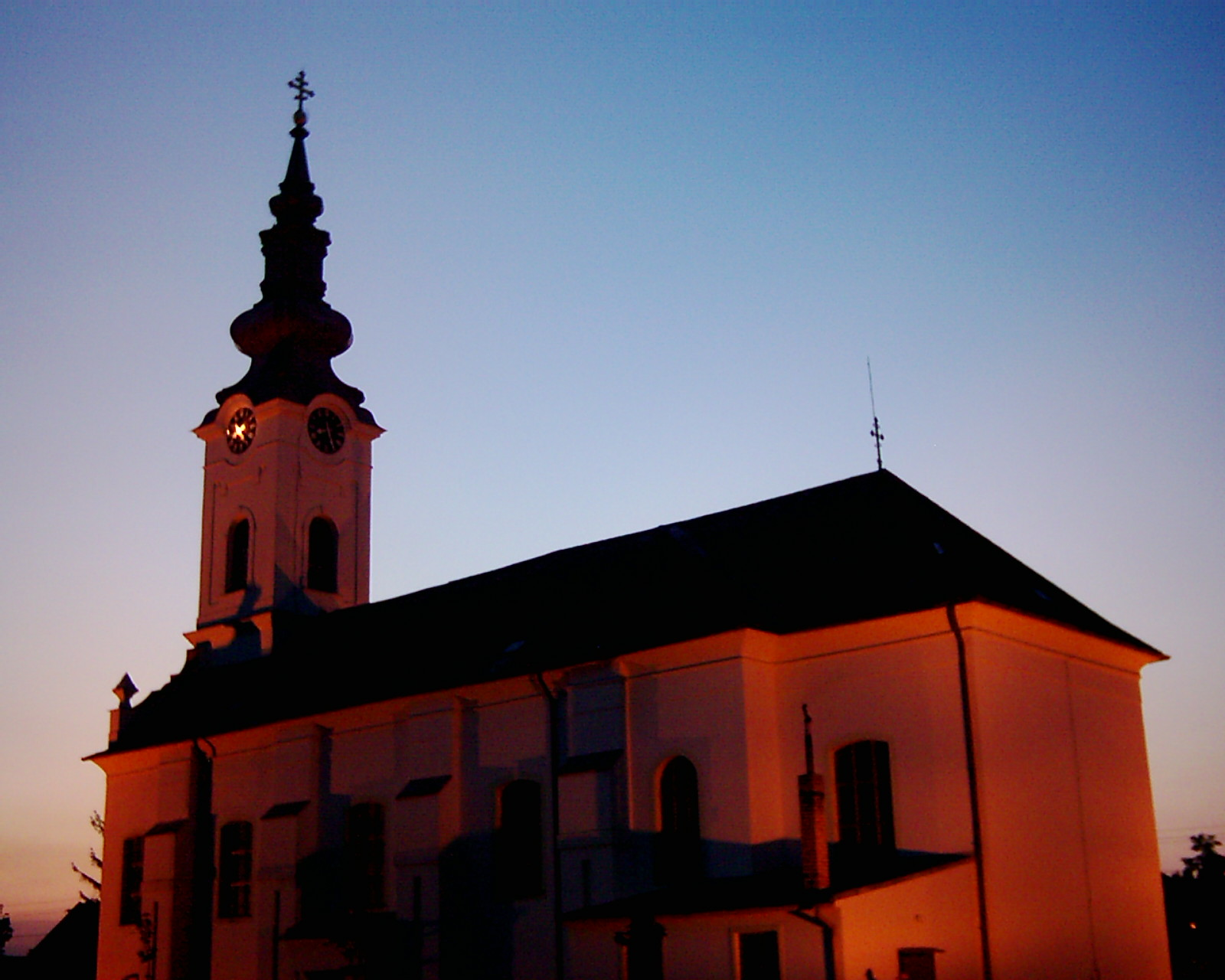
Куцура
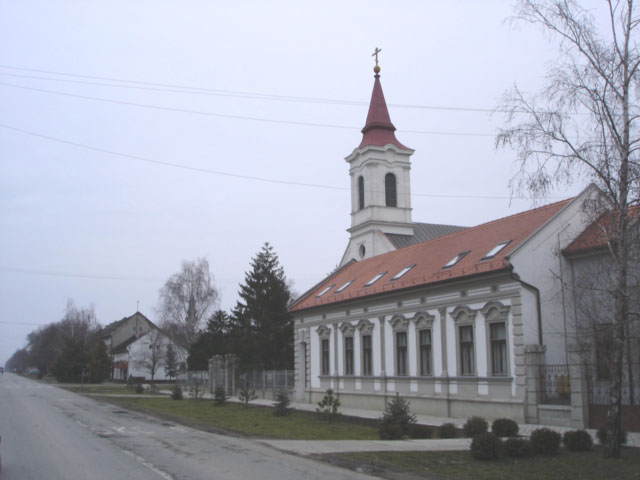
Дюрдево
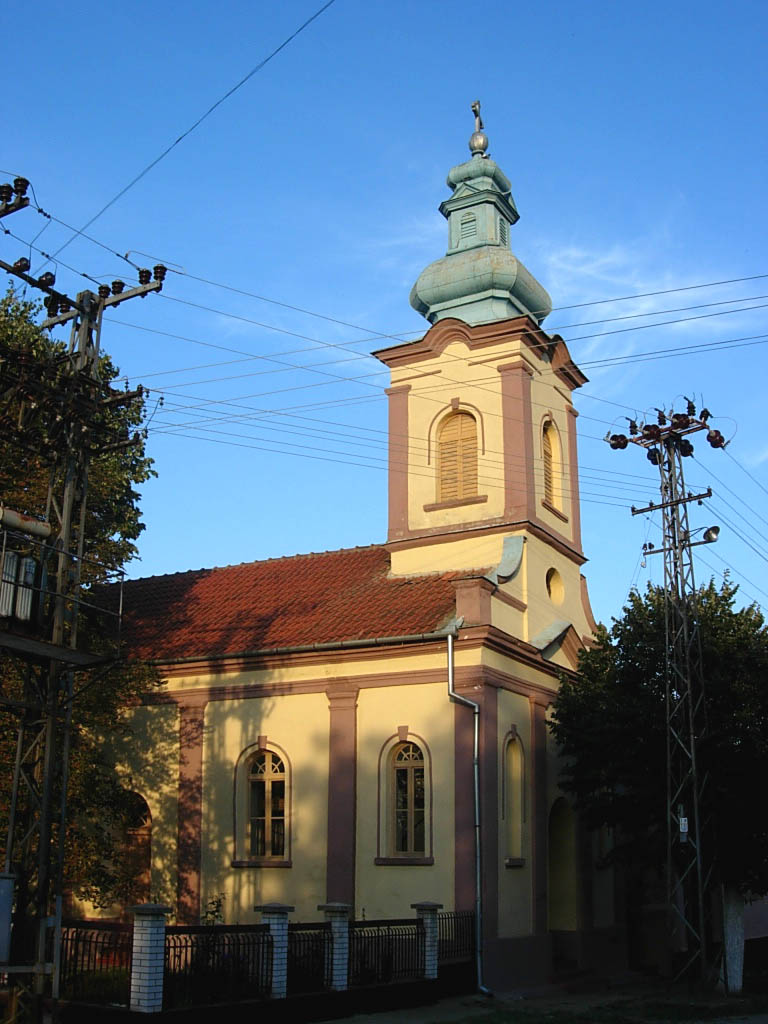
Марковац
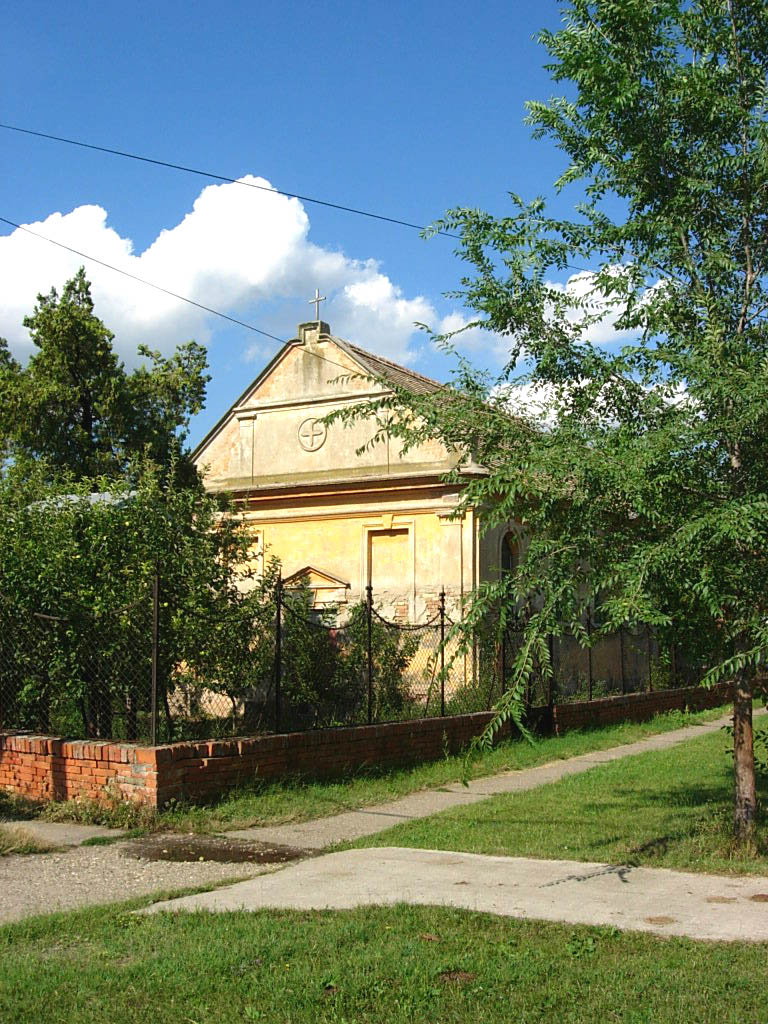
Янков Мост